# Bova Lexio
Bova Lexio var en regionalbus bygget af den nederlandske busfabrikant VDL Bova mellem 2005 og 2010, hvorefter den blev afløst af VDL Citea.

## Versioner
Versionerne Lexio LLD 123-310/365 og Lexio LLD 130-365 var godkendt til transport af op til 59 personer. Derudover fandtes der også versionerne Lexio LLD 123-365 og Lexio LLD 130-310/365.

## Tekniske specifikationer
Alle busser i Lexio-serien var udstyret med en firetakts dieselmotor med direkte indsprøjtning med 361 hk, seks cylindre, turbolader og intercooler, som var monteret bagest i bussen. Derudover havde Lexio som standard hastighedsbegrænser fra DAF og dobbeltlags side- og chaufførruder. Bussen opfyldt Euro4-normen.